# Domenico Mariani
Domenico Mariani (Posta, 3 aprile 1863 – Città del Vaticano, 23 aprile 1939) è stato un cardinale italiano.

## Biografia
Nacque a Posta il 3 aprile 1863.
Papa Pio XI lo elevò al rango di cardinale nel concistoro del 16 dicembre 1935.
Morì il 23 aprile 1939 all'età di 76 anni.